# Julia Chanourdie
Julia Chanourdie (* 25. Juni 1996 in Charleville-Mézières) ist eine französische Sportkletterin.

## Kindheit und Jugend
Zum Klettern kam sie über ihren Vater. Ihre Familie besaß eine Kletterhalle. In ihrer Jugend gewann sie zahlreiche Titel auf Europa- und Weltebene.

## Karriere
Bei den World Games 2017 konnte Chanourdie im Lead die Bronzemedaille gewinnen.
Im Kletterweltcup gelang ihr bisher eine Podiumsplatzierung beim Lead-Weltcup 2017 in Wujiang.
Bei den Olympischen Qualifikationswettkämpfen in Toulouse konnte sie den zweiten Platz erringen und sich so für die Olympischen Sommerspiele 2020 in Tokio qualifizieren. Dort erreichte sie in der Qualifikation den 13. Platz und verpasste so die Qualifikation für das Finale.
2020 gelang es Chanourdie als dritte Frau, eine Route mit Schwierigkeitsgrad 5.15b/9b zu erklimmen.
Sie gehört der Fédération française de la montagne et de l’escalade (FFME) an.

## Begangene Routen (Auswahl)
- Super Crackinette (9a+), Saint-Léger-du-Ventoux, Frankreich (März 2020)[4]
- Eagle-4 (9b), Saint-Léger-du-Ventoux, Frankreich (November 2020)[5]